# Steinschartenkopf
Steinschartenkopf är en bergstopp i Österrike.   Den ligger i distriktet Reutte och förbundslandet Tyrolen, i den västra delen av landet, 500 km väster om huvudstaden Wien. Toppen på Steinschartenkopf är 2 615 meter över havet, eller 71 meter över den omgivande terrängen. Bredden vid basen är 0,30 km.
Terrängen runt Steinschartenkopf är huvudsakligen bergig. Runt Steinschartenkopf är det ganska glesbefolkat, med 26 invånare per kvadratkilometer.. Närmaste större samhälle är Mittelberg, 10,3 km väster om Steinschartenkopf. 
Trakten runt Steinschartenkopf består i huvudsak av gräsmarker.